# Ludovic (opera)

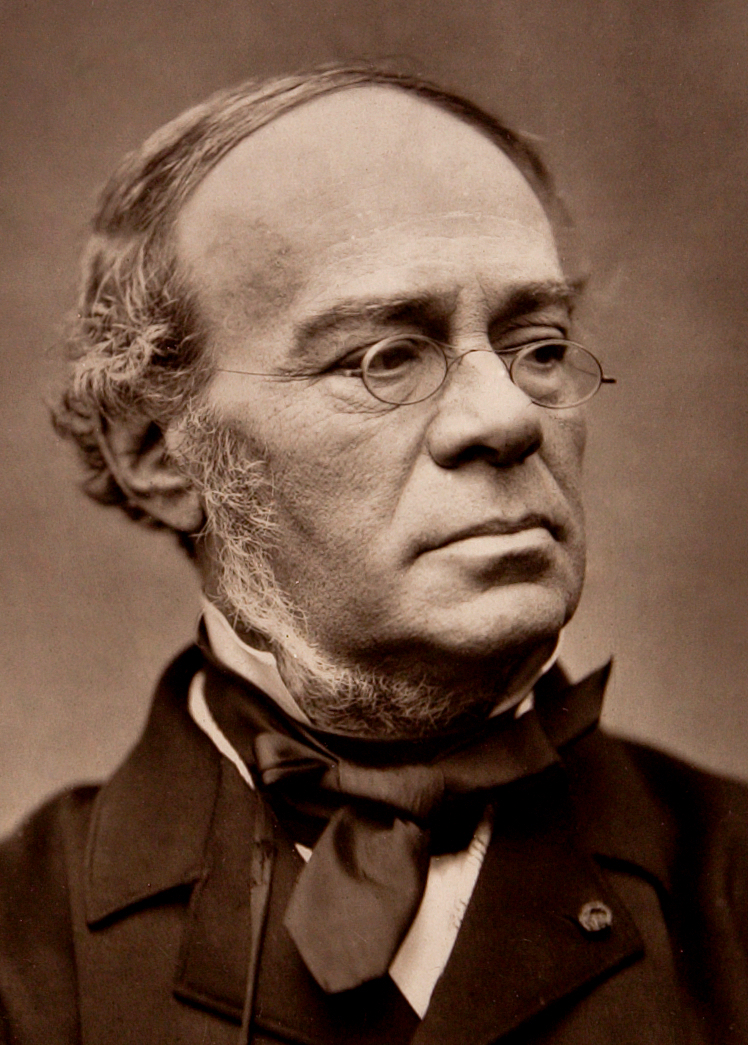
Fromental Halévy

Ludovic är en opéra comique i två akter till ett libretto av Jules-Henri Vernoy de Saint-Georges. Musiken av Ferdinand Hérold var ofullbordad vid hans död och operan färdigställdes av Jacques Fromental Halévy. 
Handlingen, vars delar senare omarbetades av Halévy och Saint-Georges i Le Val d'Andorre (1847), fokuserar på malplacerade allianser, kärlek, tvångsrekrytering, flykt, förlåtelse och äktenskap. 
Chopin komponerade en serie av variationer (opus 12, 1833) på arian "Je vends des Scapulaires" (akt I) från Ludovic.

## Uppförandehistorik
Operan hade premiär på Opéra-Comique i Paris den 16 maj 1833 och spelades 70 gånger till slutet av 1834.

## Personer
| Roller    | Stämma  | Premiärbesättning den 16 maj 1833 (Dirigent: - ) |
| --------- | ------- | ------------------------------------------------ |
| Ludovic   | tenor   | Louis-Augustin Lemonnier                         |
| Nice      | sopran  | Marie Massy                                      |
| Gregorio  | baryton | Vizentini                                        |
| Francesca | sopran  | Félicité Pradher                                 |
| Scipion   | bas     |                                                  |

## Handling
Plats: Landskap utanför Rom
Tid:
Huvudkaraktärerna är Ludovic, en bonde från Korsika, Francesca, som äger bondgården han sköter, och hennes kusin Gregorio. En bisarr ingrediens, som förmodligen skulle göra operan oacceptabel för dagens känslighet, är att när Ludovic hör om Francescas avsedda bröllop med Gregorio skjuter han henne och sårar henne i armen. Detta gör att hon blir förälskad i sin baneman.